# Pontinus nigropunctatus
Pontinus nigropunctatus là một loài cá thuộc họ Scorpaenidae. Nó là loài đặc hữu của Saint Helena.